# معرض البحرين للطيران الدولي

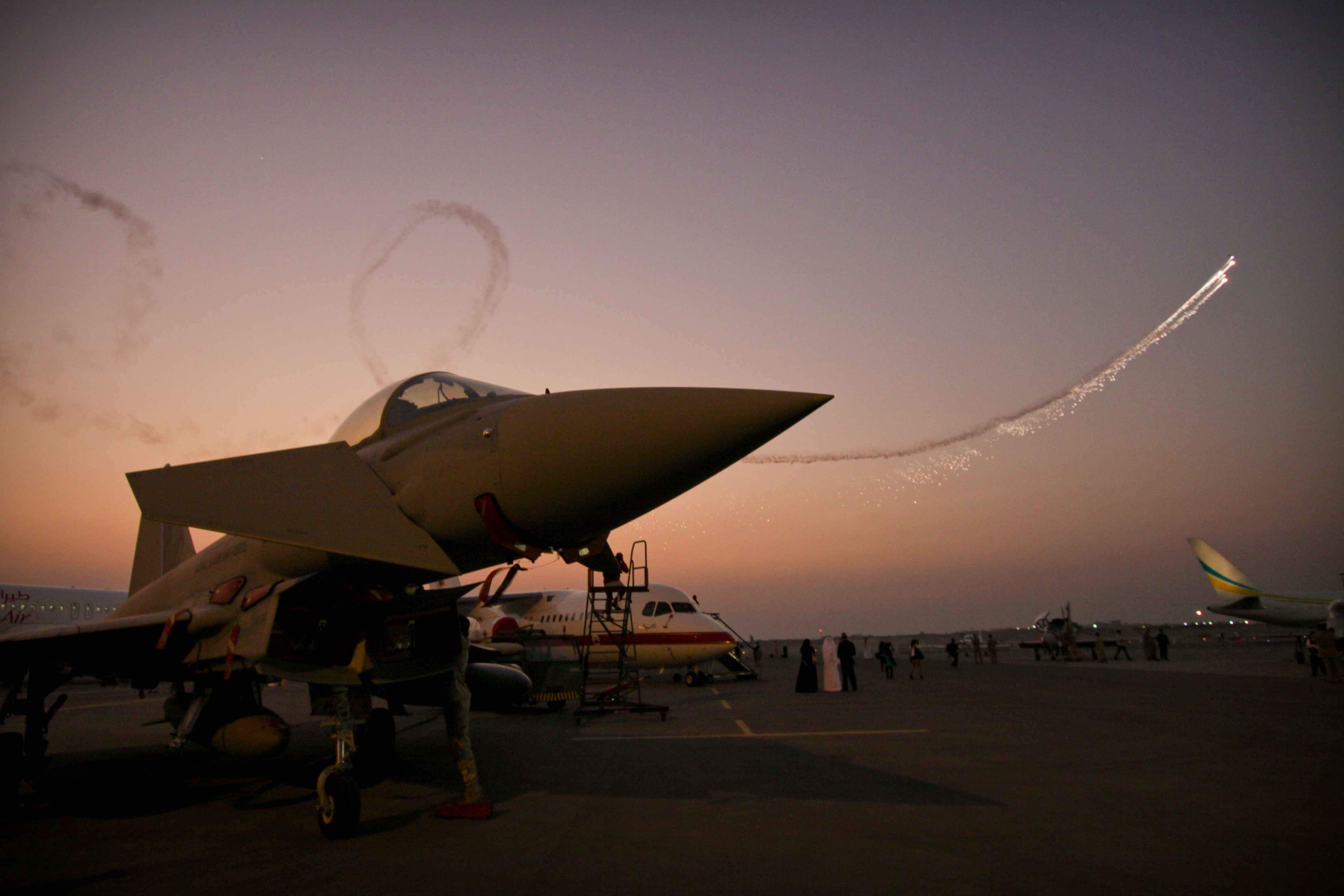
صورة من نسخة عام 2012 للمعرض الجوي.

معرض البحرين للطيران الدولي هو معرض طيران يقام كل سنتين ويستضيفه مطار الصخير الدولي في مملكة البحرين. يتم تنظيم هذا الحدث من قبل شؤون الطيران المدني في البحرين بالتعاون مع معرض فارنبرة للطيران وبرعاية شركة طيران الخليج وبتلكو.
منذ إنشائه في عام 2010 وضع المعرض الجوي مئات الشركات وقام عشرات الآلاف بزيارته.